# Ebbe Rode
Pour les articles homonymes, voir Rode.
Ebbe Rode (né le 10 mai 1910 et mort le 23 mai 1998  est un acteur danois,.

## Biographie
Ebbe Rode était  le fils des écrivains Helge Rode et Edith Rode.

## Filmographie
- 1933 : Tango
- 1935 : Provinsen kalder
- 1936 : Millionærdrengen
- 1937 : Den kloge mand
- 1938 : Balletten danser
- 1942 : Frøken Vildkat
- 1942 : Lykken kommer
- 1942 : Princesse des faubourgs (Afsporet)
- 1942 : Søren Søndervold
- 1943 : Som du vil ha' mig
- 1944 : Familien Gelinde
- 1944 : Frihed, lighed og Louise
- 1944 : Otte akkorder
- 1944 : Spurve under taget
- 1944 : To som elsker hinanden
- 1945 : Den usynlige hær
- 1946 : Ditte Menneskebarn
- 1946 : Jeg elsker en anden
- 1947 : Familien Swedenhielm
- 1947 : Ta', hvad du vil ha' de Ole Palsbo
- 1948 : Kristinus Bergman
- 1949 : John og Irene
- 1949 : For frihed og ret
- 1950 : Din fortid er glemt
- 1951 : Nålen
- 1951 : Fireogtyve timer
- 1956 : Vi som går stjernevejen
- 1957 : Jeg elsker dig
- 1961 : Harry og kammertjeneren
- 1962 : Det stod i avisen
- 1964 : Gertrud
- 1966 : Naboerne
- 1966 : Utro
- 1967 : Tre mand frem for en trold
- 1970 : Oktoberdage
- 1977 : Hærværk
- 1979 : Rend mig i traditionerne
- 1983 : De uanstændige
- 1987 : Le Festin de Babette (Babettes gæstebud)
- 1987 : Sidste akt
- 1991 : Høfeber